# Pitchfork
Pitchfork (раніше Pitchfork Media) — американське музичне онлайн-видання (наразі належить Condé Nast), яке було засноване у 1995 році письменником Райаном Шрайбером як незалежний музичний блог.
Шрайбер заснував Pitchfork, коли працював у музичному магазині в передмісті Міннеаполіса, і сайт здобув репутацію завдяки широкому висвітленню альтернативної та незалежної музики. Відтоді він розширився і охоплює всі жанри музики. У 2015 році Pitchfork було продано Condé Nast, хоча Шрайбер разом зі своїм партнером, президентом Pitchfork Крісом Каскі, залишалися головним редактором і президентом/видавцем сайту, поки не покинули компанію в 2019 і 2017 роках відповідно. Спочатку базуючись в Міннеаполісі, Pitchfork пізніше переїхав до Чикаго (який залишався його офіційною штаб-квартирою до моменту придбання), а потім до Ґрінпойнта, штат Бруклін. Наразі його офіси розташовані в One World Trade Center разом з іншими виданнями Condé Nast.
Сайт найвідоміший завдяки своїм щоденним музичним оглядам, але також регулярно публікує рецензії на перевидання та бокс-сети. З 2016 року сайт щонеділі публікує ретроспективні огляди класики та інших альбомів, які раніше не розглядалися. Щороку сайт публікує списки найкращих — альбоми, пісні, а також щорічні огляди та ретроспективи. У 1990-х і 2000-х роках рецензії сайту — позитивні чи негативні — вважалися дуже впливовими у створенні або руйнуванні кар'єри.

## Історія
У 1996 році Райан Шрайбер, нещодавній випускник середньої школи, під впливом фензинів і без попереднього досвіду написання статей, створив сайт, який спочатку називався Turntable і щомісяця оновлювався інтерв'ю та рецензіями. У травні 1996 року сайт почав оновлюватися щодня і був перейменований на Pitchfork, натякаючи на татуювання Тоні Монтани у фільмі Обличчя зі шрамом. Шрайбер написав першу рецензію на сайті, на альбом Pacer гурту The Amps.
На початку 1999 року Шрайбер переїхав до Чикаго, штат Іллінойс. 2004 року Шрайбер взяв Каскі своїм партнером у Pitchfork, і вони перейшли від епізодичних оновлень і непередбачуваного графіку до розширеної пропозиції: чотири повноформатні рецензії на альбоми щодня, а також інтерв'ю, статті та колонки — за зразком журналу для епохи Інтернету. До кінця року на сайті також з'явився розділ щоденних музичних новин завдяки роботі персоналу, який постійно розширювався, та його ресурсам. До кінця 2004 року Pitchfork також почав здобувати прихильників завдяки широкому висвітленню андеграундної музики та стилю написання статей, який часто не обмежувався журналістськими конвенціями.
Pitchfork запустив низку дочірніх вебсайтів. Pitchfork.tv, вебсайт, на якому публікуються інтерв'ю, музичні кліпи та повнометражні фільми, був запущений у квітні 2008 року. У липні 2010-го Pitchfork анонсував Altered Zones, блог-агрегатор, присвячений андеграунду та музиці, яку можна зробити власноруч. 21 травня 2011 Pitchfork оголосив про партнерство з Kill Screen, в якому Pitchfork публікуватиме деякі з їхніх статей. Altered Zones було закрито 30 листопада. 26 грудня 2012 року Pitchfork запустив Nothing Major, вебсайт, який висвітлював візуальні мистецтва, такі як образотворче мистецтво та фотографія. Nothing Major закрився у жовтні 2013 року. 13 жовтня 2015 року Condé Nast оголосив про придбання Pitchfork. Ключовим аспектом іміджу Pitchfork було те, що раніше він був повністю незалежним, маючи лише двох власників: Шрайбер і президента Кріс Каскі. Після продажу Шрайбер залишився головним редактором, а Каскі — президентом/видавцем.
13 березня 2016 року відбувся редизайн Pitchfork. Згідно з оголошенням, опублікованим під час редизайну, було сказано:
|  | Востаннє ми робили редизайн восени 2011 року. Відтоді багато чого в онлайн-світі змінилося. Ця ітерація, яка тривала більше року, переносить Pitchfork у нову еру, покращуючи функціональність і запрошуючи до глибшого дослідження, водночас спрощуючи досвід, щоб зробити відвідування, пошук, читання, прослуховування та перегляд легшими. |

У липні 2017 року співвласник і президент Pitchfork Кріс Каскі, який також був співзасновником чиказького та паризького фестивалю, пішов у відставку. Невдовзі після відходу Каскі пішов у відставку багаторічний виконавчий редактор Pitchfork Марк Річардсон. Він почав писати для сайту в 1998 році і був прийнятий на постійну роботу в 2007 році. 18 вересня 2018 року засновник Райан Шрайбер пішов з посади головного редактора сайту. Його замінила Пуджа Патель на посаді головного редактора 15 жовтня 2018 року. 8 січня 2019 року Шрайбер оголосив, що залишає компанію. У січні 2019 року Condé Nast оголосили, що до кінця року переведуть всі свої видання, включаючи Pitchfork, на платну основу, хоча цього не сталося.

## Вплив

### Публічність та популярність артистів
Огляди Pitchfork набули більшої культурної ваги; деякі мейнстримні ЗМІ розглядають сайт як барометр незалежної музичної сцени, а позитивні цитати з його рецензій все частіше використовуються в прес-релізах і розміщуються на обкладинках компакт-дисків. Деякі видання посилаються на Pitchfork за те, що він зіграв свою роль у «відкритті» таких виконавців, як Arcade Fire, Суф'ян Стівенс, Clap Your Hands Say Yeah, Interpol, the Go! Team, Junior Boys, the Books, Broken Social Scene, Cold War Kids, Wolf Parade, Tapes 'n Tapes і Titus Andronicus, хоча справжній вплив сайту на їхню популярність залишається джерелом частих дискусій. Їхній вплив на формування спільнот незалежних артистів призвів до появи терміна «ефект Pitchfork». Спенсер Корнхабер з The Atlantic описав Pitchfork як «найвпливовіше музичне видання, що з'явилося в епоху Інтернету».
І навпаки, Pitchfork також розглядається як такий, що негативно впливає на деяких інді-виконавців. Як зазначалося у статті Washington Post у квітні 2006 року, рецензії Pitchfork можуть мати значний вплив на популярність альбому, особливо якщо він був доступний лише обмеженій аудиторії або вийшов на незалежному лейблі. Зневажлива рецензія з оцінкою 0.0 на альбом Travistan колишнього фронтмена Dismemberment Plan Тревіса Моррісона призвела до значного падіння продажів і потрапляння до чорного списку віртуального студентського радіо. З іншого боку, «схвалення від Pitchfork, який виставляє десяту частину бала за раз, максимум до 10 балів, справді дуже цінне».
Приклади впливу Pitchfork включають:
- Arcade Fire є одним із гуртів, які найчастіше згадуються як такі, що отримали користь від рецензії Pitchfork. У статті Chicago Tribune 2005 року співробітник Merge Records стверджував: «Після рецензії Pitchfork, [Funeral] не друкувався близько тижня, тому що ми отримали дуже багато замовлень на запис».[26]
- Успіх Bon Iver у мейнстрімі та критиці злетів після рецензії на альбом For Emma, Forever Ago від Pitchfork у 2007 році.[27] Pitchfork був єдиним виданням, яке включило альбом до списку найкращих за підсумками 2007 року, тоді як понад шістнадцять популярних видань включили перевидання до своїх списків за 2008 рік. Влітку 2011 року Pitchfork відзначив однойменний реліз Bon Iver як «Найкращу нову музику», а згодом обрав його найкращим альбомом 2011 року. Критичне визнання Bon Iver виданням Pitchfork широко розглядається як піднесення артиста до комерційного мейнстрімного успіху, кульмінацією якого стала нагорода Ґреммі в номінаціях «Найкращий новий артист» і «Найкращий альбом альтернативної музики». Time номінував Bon Iver на звання Людина року у 2012 році, відзначивши рецензію Pitchfork 2007 року як «інді-кредит», що «привів до успіху в мейнстрімі».[28]
- Учасник Clap Your Hands Say Yeah Лі Сарджент розповів про вплив Pitchfork на їхній однойменний дебютний альбом: «Річ у тім, що таке видання, як Pitchfork, може вирішувати, коли це станеться. Розумієте, що я маю на увазі? Вони можуть сказати: 'Ми прискоримо процес, і це станеться… зараз!' І це було для нас стусаном, тому що ми втратили контроль над усім».[29]

### Розмір і аудиторія
24 жовтня 2003 року Лорен Ян Вілсон з Pitchformula.com повідомив, що Pitchfork опублікував 5,575 рецензій від 158 різних авторів, середня довжина яких становила трохи більше 520 слів. Разом огляди містили загалом 2 901 650 слів. До 2007 року їх читали 170 000 щоденних читачів.

## Критика
У 2000-х роках журналістика сайту віддавала перевагу незалежній музиці, надаючи перевагу Lo-Fi та часто маловідомому інді-року і лише побіжно розглядаючи інші жанри. Сайт мав репутацію передчасної публікації рецензій та непередбачуваності, часто сильно залежачи від того, який рецензент писав рецензію. У статті 2006 року в Slate Метью Шаєр звинуватив Pitchfork у навмисному написанні провокаційних і суперечливих рецензій, щоб привернути увагу. Цинізм і елітарність були об'єктами критики.
У ті роки сайт іноді критикували за якість його написання. У статті 2006 року в City Pages відзначалася велика свобода дій, яку сайт надавав своїм авторам, і стверджувалося, що він був «недостатньо відредагований», а проза часто була «надто пишномовною». Шаєр виділив кілька прикладів «багатослівного і нечитабельного письма». У відповідь Шрайбер сказав City Pages, що «я довіряю авторам їхнім думкам, їхньому власному стилю і подачі матеріалу. Найважливіше для мене, щоб вони знали, про що говорять, і були проникливими».
У 2007 році в рецензії на альбом Kala від M.I.A. було неточно вказано, що Diplo спродюсував треки, тоді як він спродюсував 3 з 11 треків, а M.I.A. спродюсувала решту. Інший дописувач Pitchfork описав цю помилку як «підтримування міфу про інженю, керованого чоловіками». M.I.A., а пізніше Б'єрк стверджували, що це було частиною ширшої проблеми, коли музичні журналісти роблять припущення, що співачки не пишуть і не продюсують власну музику.

### Витік музики
У серпні 2006 року каталог на серверах Pitchfork, що містив понад 300 альбомів, був скомпрометований. Веб-серферу вдалося виявити і завантажити колекцію, яка включала The Crane Wife The Decemberists і Return to Cookie Mountain гурту TV on the Radio, які були викладені в пірингові мережі. Як стверджується, один з альбомів на сервері, Ys Джоанни Ньюсом, не був доступний у файлообмінних мережах.

## Пародії
- Коли Pitchfork попросив коміка Девіда Кросса скласти список своїх улюблених альбомів, він натомість надав їм список «Альбомів для прослуховування, читаючи напружені рецензії Pitchfork». У ньому він сатирично вихваляв вигадані інді-рок записи, висміюючи стиль рецензування Pitchfork.[37]
- У 2004 році гумористичний сайт Something Awful створив пародію на першу сторінку Pitchfork. Під назвою «RichDork Media», сторінка посилається на неіснуючі, незрозумілі за звучанням інді-рок гурти в своїх оглядах, заголовках новин та рекламі. Система рейтингу оцінює музику за її близькістю до гурту Radiohead.[38] Схожу, безтурботнішу пародію створив лейбл Sub Pop, чиїх музикантів Pitchfork рецензував (часто позитивно).[39]
- 10 вересня 2007 року сатирична газета The Onion опублікувала статтю, в якій засновник видання Райан Шрайбер оцінює музику в цілому, поставивши їй 6,8.[40]
- У 2010 році письменник Девід Шапіро зареєстрував Tumblr під назвою «Pitchfork Reviews Reviews», де публікуються огляди Pitchfork.[41]
- У 2013 році на каналі IFC скетч-комедійний телесеріал Портландія сатирично висміяв видання у скетчі, в якому колектив дітей веде вебсайт під назвою «Pitchfork Kids!» і дає дуже схвальну рецензію на альбом вигаданого дитячого музичного гурту Defiance of Anthropomorphic Sea Mammals.[42]
- У 2016 році в комедійному коментарі RiffTrax до фільму Напролом Майк Нельсон пожартував про цокання лічильника Гейгера: «Цей лічильник Гейгера випустив альбом саме такого змісту; Pitchfork дав йому 8.3».[43]

## The Pitchfork Review

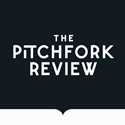
Лого The Pitchfork Review

У грудні 2013 року Pitchfork представив The Pitchfork Review, щоквартальний друкований журнал, зосереджений на довгих музичних текстах та дизайні. Джей Сі Гейбл, його перший редактор, був видавцем The Chicagoan та видавцем-засновником Stop Smiling. Pitchfork планував щоквартальну публікацію обмеженим накладом близько 10 000 примірників кожного випуску, ідеально переплетених та надрукованих на глянцевому високоякісному папері формату 8 на 10¼. Очікувалося, що близько двох третин контенту буде оригінальним, а решта третина буде повторно використана з вебсайту Pitchfork. International Business Times порівнював літературні прагнення видання з The New Yorker та The Paris Review. Видання припинило своє існування після 11 випусків у листопаді 2016 року.

## Музичні фестивалі

### Intonation Music Festival
У 2005 році Pitchfork виступив куратором Intonation Music Festival, який зібрав близько 15 000 відвідувачів у чиказькому Юніон-парку, де протягом двох днів виступили 25 гуртів, серед яких Broken Social Scene, The Decemberists, The Go! Team, а також Les Savy Fav.

### Pitchfork Music Festival
29 та 30 липня 2006 року в тому ж парку відбулася прем'єра власного Pitchfork Music Festival. Подія зібрала понад 18 000 відвідувачів за день. На першому фестивалі виступили понад 40 гуртів, зокрема Spoon і Yo La Tengo, а також рідкісний хедлайнерський сет возз'єднаного гурту тропікалії — Os Mutantes.
Pitchfork Music Festival знову відбувся у 2007 році. Він тривав три дні (п'ятниця, 13 липня — неділя, 15 липня), причому перший день був спільним проєктом Pitchfork та британського музичного фестивалю All Tomorrow's Parties в рамках серії «Don't Look Back», під час якої легендарні артисти виконували свої найлегендарніші альбоми у повному обсязі. Того вечора виступали Sonic Youth з Daydream Nation, Slint з Spiderland та GZA/Genius з Liquid Swords. Серед інших артистів, які виступили на вихідних, були Йоко Оно, De La Soul, Cat Power, The New Pornographers, Стівен Малкмус, Clipse, Iron & Wine, Girl Talk, of Montreal, Deerhunter, Ден Дікон, The Ponys та The Sea and Cake. З 2011 року європейська зимова версія фестивалю проходить у Парижі.

### All Tomorrow's Parties
У 2008 році Pitchfork співпрацював з All Tomorrow's Parties, щоб взяти на себе половину витрат на один з їхніх травневих фестивальних вікендів. Це була перша подія, до якої Pitchfork долучився за межами Сполучених Штатів.

## Система оцінювання
Музичні огляди Pitchfork використовують дві різні системи оцінювання:
- Раніше рецензії на окремі треки оцінювалися від 1 до 5 зірок, але 15 січня 2007 року сайт запровадив нову систему під назвою «Forkcast». У ній замість того, щоб присвоювати трекам певний рейтинг, рецензенти просто позначають їх однією з наступних категорій: «Нова музика», «Стара музика», «Відео», «Просунута музика», «Підйом», «WTF», «На повтор» (категорія пісень, до яких вони ставляться найбільш прихильно) і «Видалити» (для найменш прихильних пісень). Станом на 2009 рік сайт офіційно відмовився від цієї системи, вирішивши натомість просто переглядати треки, присвоюючи деяким з них ярлик «Найкращий новий трек».
- Рецензії на альбоми отримують оцінку від 0 до 10 з точністю до одного знаку після коми.

24 жовтня 2003 року Pitchformula.com провів дослідження 5,575 відгуків, доступних на Pitchfork на той час, і показав, що:
- 6,7 — середня оцінка
- 2339 відгуків отримали оцінку 7,4 або вище
- 2362 відгуки отримали оцінку від 5,0 до 7,3
- 873 огляди отримали оцінку менше 5,0.[30]

Альбом гурту British Sea Power 2008 року Do You Like Rock Music? спочатку отримав жартівливу оцінку "U.2 ", проте зараз на сторінці вказана оцінка 8,2, що, схоже, суперечить критичній рецензії. Їх оцінка альбому реміксів Run the Jewels Meow the Jewels (2015) являла собою піктограму котячої голови з сердечками замість очей — виділивши піктограму і клацнувши на ній правою кнопкою миші, можна побачити, що реальна оцінка становить 7,0 балів. Рецензія на альбом Папи Франциска Wake Up! отримала оцінку «3:16», хоча, використовуючи той самий метод визначення реальної оцінки Meow the Jewels, можна отримати оцінку 5.0. Замість того, щоб дати традиційну рецензію на альбом Jet Shine On, сайт просто розмістив вбудоване відео з мавпою, яка мочиться у власний рот, і поставив 0.

### Альбоми з рейтингом 10 на момент релізу
Нижче наведено список альбомів, які отримали найвищу можливу оцінку Pitchfork при первинному релізі. Така оцінка є рідкісною і була надана лише дванадцяти альбомам з моменту запуску сайту у 1995 році. Станом на травень 2021 року 127 інших альбомів отримали оцінку 10.0 після перевидання або публікації ретроспективної рецензії. З того часу Pitchfork видалив рецензії на 12 Rods, Амона Тобіна, Волта Мінка, Flaming Lips і Боба Ділана, не замінивши їх, що означає, що лише сім альбомів продовжують залишатися в списку з оцінкою 10.0, яку вони отримали при першому релізі. В історичному огляді 2021 року Pitchfork вказав 11 альбомів, які отримали оцінку 10.0 при первинному релізі: всі альбоми, наведені нижче, за винятком концертного запису Ділана.
Relaxation of the Asshole, комедійний альбом вокаліста Guided by Voices Роберта Полларда, отримав подвійну оцінку 0 і 10 під час першого релізу. Пізніше редизайн сайту змінив оцінку лише на 0, хоча пояснення незвичної оцінки залишилося в тексті рецензії.
| Виконавець                                 | Назва                                                                           | Рік  | Посилання |
| ------------------------------------------ | ------------------------------------------------------------------------------- | ---- | --------- |
| 12 Rods                                    | Gay?                                                                            | 1996 | [ 58 ]    |
| Волт Мінк                                  | El Producto                                                                     | 1996 | [ 59 ]    |
| Амон Тобін                                 | Bricolage                                                                       | 1997 | [ 60 ]    |
| Radiohead                                  | OK Computer                                                                     | 1997 | [ 61 ]    |
| Боб Ділан                                  | The Bootleg Series Vol. 4: Bob Dylan Live 1966, The «Royal Albert Hall» Concert | 1998 | [ 62 ]    |
| Bonnie 'Prince' Billy                      | I See a Darkness                                                                | 1999 | [ 63 ]    |
| The Flaming Lips                           | The Soft Bulletin                                                               | 1999 | [ 64 ]    |
| Radiohead                                  | Kid A                                                                           | 2000 | [ 65 ]    |
| …And You Will Know Us by the Trail of Dead | Source Tags & Codes                                                             | 2002 | [ 66 ]    |
| Wilco                                      | Yankee Hotel Foxtrot                                                            | 2002 | [ 67 ]    |
| Каньє Вест                                 | My Beautiful Dark Twisted Fantasy                                               | 2010 | [ 68 ]    |
| Фіона Еппл                                 | Fetch the Bolt Cutters                                                          | 2020 | [ 69 ]    |

## Підсумкові щорічні списки Pitchfork

### Альбом року
| Рік                       | Виконавець             | Альбом                            | Джерело |
| ------------------------- | ---------------------- | --------------------------------- | ------- |
| 1998                      | Sunny Day Real Estate  | How It Feels to Be Something On   | [ 70 ]  |
| 1998 (Ретроспектива 2018) | Outkast                | Aquemini                          | [ 71 ]  |
| 1999                      | The Dismemberment Plan | Emergency & I                     | [ 72 ]  |
| 2000                      | Radiohead              | Kid A                             | [ 73 ]  |
| 2001                      | The Microphones        | The Glow Pt. 2                    | [ 74 ]  |
| 2002                      | Interpol               | Turn On the Bright Lights         | [ 75 ]  |
| 2003                      | The Rapture            | Echoes                            | [ 76 ]  |
| 2004                      | Arcade Fire            | Funeral                           | [ 77 ]  |
| 2005                      | Суф'ян Стівенс         | Illinois                          | [ 78 ]  |
| 2006                      | The Knife              | Silent Shout                      | [ 79 ]  |
| 2007                      | Panda Bear             | Person Pitch                      | [ 80 ]  |
| 2008                      | Fleet Foxes            | Sun Giant/Fleet Foxes             | [ 81 ]  |
| 2009                      | Animal Collective      | Merriweather Post Pavilion        | [ 82 ]  |
| 2010                      | Каньє Вест             | My Beautiful Dark Twisted Fantasy | [ 83 ]  |
| 2011                      | Bon Iver               | Bon Iver, Bon Iver                | [ 84 ]  |
| 2012                      | Кендрік Ламар          | Good Kid, M.A.A.D City            | [ 85 ]  |
| 2013                      | Vampire Weekend        | Modern Vampires of the City       | [ 86 ]  |
| 2014                      | Run the Jewels         | Run the Jewels 2                  | [ 87 ]  |
| 2015                      | Кендрік Ламар          | To Pimp a Butterfly               | [ 88 ]  |
| 2016                      | Solange                | A Seat at the Table               | [ 89 ]  |
| 2017                      | Кендрік Ламар          | Damn                              | [ 90 ]  |
| 2018                      | Mitski                 | Be the Cowboy                     | [ 91 ]  |
| 2019                      | Лана Дель Рей          | Norman Fucking Rockwell!          | [ 92 ]  |
| 2020                      | Фіона Еппл             | Fetch the Bolt Cutters            | [ 93 ]  |
| 2021                      | Джазмін Салліван       | Heaux Tales                       | [ 94 ]  |
| 2022                      | Бейонсе                | Renaissance                       | [ 95 ]  |
| 2023                      | SZA                    | SOS                               | [ 96 ]  |

### Композиція року
| Рік  | Виконавець                                                                    | Пісня                       | Джерело |
| ---- | ----------------------------------------------------------------------------- | --------------------------- | ------- |
| 2003 | Outkast                                                                       | «Hey Ya!»                   | [ 97 ]  |
| 2004 | Annie                                                                         | «Heartbeat»                 | [ 98 ]  |
| 2005 | Antony and the Johnsons                                                       | «Hope There's Someone»      | [ 99 ]  |
| 2006 | Джастін Тімберлейк featuring T.I.                                             | «My Love»                   | [ 100 ] |
| 2007 | LCD Soundsystem                                                               | «All My Friends»            | [ 101 ] |
| 2008 | Hercules and Love Affair                                                      | «Blind»                     | [ 102 ] |
| 2009 | Animal Collective                                                             | «My Girls»                  | [ 103 ] |
| 2010 | Ariel Pink's Haunted Graffiti                                                 | «Round and Round»           | [ 104 ] |
| 2011 | M83                                                                           | «Midnight City»             | [ 105 ] |
| 2012 | Grimes                                                                        | «Oblivion»                  | [ 106 ] |
| 2013 | Drake featuring Majid Jordan                                                  | «Hold On, We're Going Home» | [ 107 ] |
| 2014 | Future Islands                                                                | «Seasons (Waiting on You)»  | [ 108 ] |
| 2015 | Кендрік Ламар                                                                 | «Alright»                   | [ 109 ] |
| 2016 | Каньє Вест featuring The-Dream, Chance the Rapper, Kelly Price, Kirk Franklin | «Ultralight Beam»           | [ 110 ] |
| 2017 | Cardi B                                                                       | «Bodak Yellow»              | [ 111 ] |
| 2018 | The 1975                                                                      | «Love It If We Made It»     | [ 112 ] |
| 2019 | FKA Twigs                                                                     | «Cellophane»                | [ 113 ] |
| 2020 | Cardi B featuring Megan Thee Stallion                                         | «WAP»                       | [ 114 ] |
| 2021 | Керолайн Полачек                                                              | «Bunny Is a Rider»          | [ 115 ] |
| 2022 | Alvvays                                                                       | «Belinda Says»              | [ 116 ] |
| 2023 | Лана Дель Рей                                                                 | «A&W»                       | [ 117 ] |

### Відео року
| Рік  | Виконавець    | Відео                       | Джерело |
| ---- | ------------- | --------------------------- | ------- |
| 2015 | Кендрік Ламар | «Alright»                   | [ 118 ] |
| 2016 | Бейонсе       | Lemonade                    | [ 119 ] |
| 2017 | Б'єрк         | «The Gate»                  | [ 120 ] |
| 2018 | Розалія       | Malamente — Cap 1: Augurio» | [ 121 ] |
| 2019 | FKA Twigs     | «Cellophane»                | [ 122 ] |
| 2020 | N/A           | N/A                         | [ 123 ] |

## Списки десятилітьPitchfork

### Альбоми десятиліття
| Рік     | Виконавець             | Альбом                               | Топ 5 | Джерело |
| ------- | ---------------------- | ------------------------------------ | --- | ------- |
| 1960-ті | The Velvet Underground | The Velvet Underground & Nico (1967) | 1. The Beach Boys – Pet Sounds (1966) 2. Джон Колтрейн – A Love Supreme (1965) 3. The Beatles – The Beatles (1968) 4. Ніна Сімон – Wild is the Wind (1966)                               | [ 124 ] |
| 1970-ті | Девід Бові             | Low (1977)                           | 1. The Clash – London Calling (1979) 2. Television – Marquee Moon (1977) 3. Sly & the Family Stone – There's a Riot Goin' On (1971) 4. Боб Ділан – Blood on the Tracks (1975)            | [ 125 ] |
| 1980-ті | Прінс і The Revolution | Purple Rain (1984)                   | 1. Майкл Джексон – Thriller (1982) 2. N.W.A – Straight Outta Compton (1988) 3. Кейт Буш – Hounds of Love (1985) 4. Talking Heads – Remain in Light (1980)                                | [ 126 ] |
| 1990-ті | My Bloody Valentine    | Loveless (1991)                      | 1. Лорін Гілл – The Miseducation of Lauryn Hill (1998) 2. Radiohead – OK Computer (1997) 3. Ліз Фейр – Exile in Guyville (1993) 4. Wu-Tang Clan – Enter the Wu-Tang (36 Chambers) (1993) | [ 127 ] |
| 2000-ні | Radiohead              | Kid A (2000)                         | 1. Arcade Fire – Funeral (2004) 2. Daft Punk – Discovery (2001) 3. Wilco – Yankee Hotel Foxtrot (2001) 4. Jay-Z – The Blueprint (2001)                                                   | [ 128 ] |
| 2010-ті | Френк Оушен            | Blonde (2016)                        | 1. Каньє Вест – My Beautiful Dark Twisted Fantasy (2010) 2. Бейонсе – Beyoncé (2013) 3. Кендрік Ламар – To Pimp a Butterfly (2015) 4. Фіона Еппл – The Idler Wheel... (2012)             | [ 129 ] |

### Пісні десятиліття
| Рік     | Виконавець                         | Пісня                    | Топ 5 | Джерело |
| ------- | ---------------------------------- | ------------------------ | --- | ------- |
| 1960-ті | The Beach Boys                     | «God Only Knows» (1966)  | 1. The Jackson 5 – "I Want You Back" (1969) 2. Сем Кук – "A Change is Gonna Come" (1964) 3. Боб Ділан – "Like a Rolling Stone" (1965) 4. The Beatles – "A Day in the Life" (1967)                               | [ 130 ] |
| 1970-ті | Девід Бові                         | «Life on Mars?» (1971)   | 1. Майкл Джексон – "Don't Stop 'Til You Get Enough" (1979) 2. Марвін Гей – "What's Going On" (1971) 3. Донна Саммер – "I Feel Love" (1977) 4. Кейт Буш – "Wuthering Heights" (1978)                             | [ 131 ] |
| 1980-ті | Прінс і The Revolution             | «Purple Rain» (1984)     | 1. Майкл Джексон – "Wanna Be Startin' Somethin'" (1982) 2. N.W.A – "Straight Outta Compton" (1988) 3. New Order – "Blue Monday" (1983) 4. Public Enemy – "Fight the Power" (1989)                               | [ 132 ] |
| 1990-ті | Мерая Кері feat. Ol' Dirty Bastard | «Fantasy (remix)» (1995) | 1. Б'єрк – "Hyperballad" (1995) 2. Алія – "Are You That Somebody?" (1998) 3. Ліз Фейр – "Fuck and Run" (1993) 4. Міссі Елліотт – "The Rain (Supa Dupa Fly)" (1997)                                              | [ 133 ] |
| 2000-ні | Outkast                            | «B.O.B» (2000)           | 1. LCD Soundsystem – "All My Friends" (2007) 2. M.I.A. (feat. Bun B and Rich Boy) – "Paper Planes (Diplo remix)" (2007) 3. Бейонсе (feat. Jay-Z) – "Crazy in Love" (2003) 4. Daft Punk – "One More Time" (2000) | [ 134 ] |
| 2010-ті | Кендрік Ламар                      | «Alright» (2015)         | 1. Grimes – "Oblivion" (2012) 2. Робін – "Dancing On My Own" (2010) 3. Бейонсе – "Formation" (2016) 4. Френк Оушен – "Thinkin Bout You" (2012)                                                                  | [ 135 ] |